# Boscobel (Wisconsin)
Boscobel es una ciudad ubicada en el condado de Grant en el estado estadounidense de Wisconsin. En el Censo de 2010 tenía una población de 3.231 habitantes y una densidad poblacional de 410,23 personas por km².

## Geografía
Boscobel se encuentra ubicada en las coordenadas 43°8′34″N 90°41′54″O / 43.14278, -90.69833. Según la Oficina del Censo de los Estados Unidos, Boscobel tiene una superficie total de 7.88 km², de la cual 7.76 km² corresponden a tierra firme y (1.51%) 0.12 km² es agua.

## Demografía
Según el censo de 2010, había 3.231 personas residiendo en Boscobel. La densidad de población era de 410,23 hab./km². De los 3.231 habitantes, Boscobel estaba compuesto por el 90.1% blancos, el 8.29% eran afroamericanos, el 0.56% eran amerindios, el 0.19% eran asiáticos, el 0.06% eran isleños del Pacífico, el 0.03% eran de otras razas y el 0.77% pertenecían a dos o más razas. Del total de la población el 2.2% eran hispanos o latinos de cualquier raza.